# Giuseppe Donati (musicista)

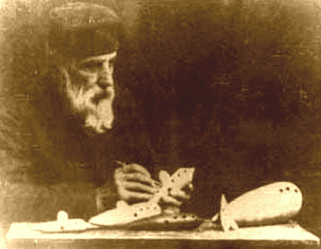
Giuseppe Donati

Giuseppe Donati (Budrio, 2 dicembre 1836 – Milano, 14 gennaio 1925) è stato un musicista italiano, inventore dell'ocarina classica, uno strumento a fiato fatto di ceramica che si basa sul principio di risonanza di Helmholtz.

## Biografia
La leggenda vuole che a 17 anni creò la sua prima "piccola oca" ("ocarina" in dialetto bolognese) nel 1853 mentre lavorava come fabbricatore di mattoni.
La sua prima bottega di ocarina fu nella sua città natale, Budrio. Quando si trasferì nel 1878 a Bologna, un musicista de "Il Gruppo Ocarinistico", Cesare Vicinelli portò avanti la bottega a Budrio.
Il Donati morì all'età di 88 anni a Milano.